# Bedlno (województwo łódzkie)
Bedlno – wieś w Polsce położona w województwie łódzkim, w powiecie kutnowskim, w gminie Bedlno.
Do 1953 roku miejscowość była siedzibą gminy Wojszyce. W latach 1975–1998 miejscowość administracyjnie należała do województwa płockiego.
Miejscowość jest siedzibą gminy Bedlno.

## Zabytki
Według rejestru zabytków NID na listę zabytków wpisane są obiekty:
- zespół pałacowy, 2 poł. XIX w., 1920, nr rej.: 513 z 18.06.1979:
  - pałac
  - park